# Blue Eyes (Elton John)
"Blue Eyes" is een nummer van Elton John, dat hij schreef samen met Gary Osborne.
Het nummer werd in Europa uitgebracht als de eerste single van Johns zestiende studioalbum, Jump Up!, in maart 1982. In de Verenigde Staten werd het nummer in juli van dat jaar uitgebracht, en was Empty Garden (Hey Hey Johnny) de eerste single van het album. 
Blue Eyes bereikte 8 in het Verenigd Koninkrijk en nummer 12 in de Amerikaanse Billboard Hot 100. In de Nederlandse Top 40 bereikte het de tiende plaats en in de Vlaamse Ultratop 50  nummer 8. Het nummer leverde John in 1983 een Grammy Award-nominatie in de categorie "Best Pop Vocal Performance"  op, maar de winst ging dat jaar naar Lionel Richie's "Truly".
Tot aan 2012 was dit nummer een vast onderdeel van Johns liveoptredens. Behalve Blue Eyes en Empty Garden heeft John geen enkel nummer van Jump Up! ooit live uitgevoerd.
De videoclip is opgenomen in het Australische Sydney. Het nummer is opgedragen aan Elizabeth Taylor.

## Trivia
In de edities van de Nederlandse Top 40 van 15, 22 en 29 mei 1982 stonden twee nummers met de titel Blue Eyes in de lijst: deze van Elton John, en een totaal ander maar gelijknamig nummer van BZN.

## NPO Radio 2 Top 2000
| Nummer met noteringen in de NPO Radio 2 Top 2000 | '01  | '02 | '03  | '04  |
| ------------------------------------------------ | ---- | --- | ---- | ---- |
| Blue Eyes                                        | 1591 | 873 | 1933 | 1935 |

1. ↑  Een vetgedrukt getal geeft de hoogste notering aan.
2. ↑  2001 was het eerste jaar met een notering voor dit nummer.
3. ↑  Deze tabel is bijgewerkt tot en met de laatste editie (2024).